# Адольф Гойзінгер
Адольф Бруно Генріх Ернст Гойзінгер (4 серпня 1897, Гольцмінден,Німецька імперія— 30 листопада 1982, Кельн,ФРН) — німецький воєначальник, генерал-лейтенант вермахту (1 січня 1943), генерал бундесверу (1 червня 1957).

## Біографія

### Перша світова війна
Під час Першої світової війни у червні 1915 пішов добровольцем на військову службу в 96-ий піхотний полк, з липня 1916 — лейтенант, поранений під Верденом. Нагороджений Залізними хрестами обох ступенів та двома орденами. Наприкінці липня 1917 у Фландрії потрапив важкопораненим у британський полон.

### Між світовими війнами
У листопаді 1919 року відпущений з полону. В Рейхсвері з 1921. У 1920–1931 роках служив у піхотних частинах на штабних посадах, аж до штабу округу. З квітня 1925 — обер-лейтенант.
З жовтня 1931 до серпня 1934 — в оперативному відділі Рейхсверу. З жовтня 1932 — капітан.
З серпня 1934 по жовтень 1935 — командир роти в 18-му піхотному полку. Потім з жовтня 1935 до серпня 1937 — начальник штабу 1-ї піхотної дивізії. З березня 1936 — майор.
З серпня 1937 — в 1-му (оперативному) відділі Генерального штабу сухопутних сил. З квітня 1939 — підполковник.

### Друга світова війна

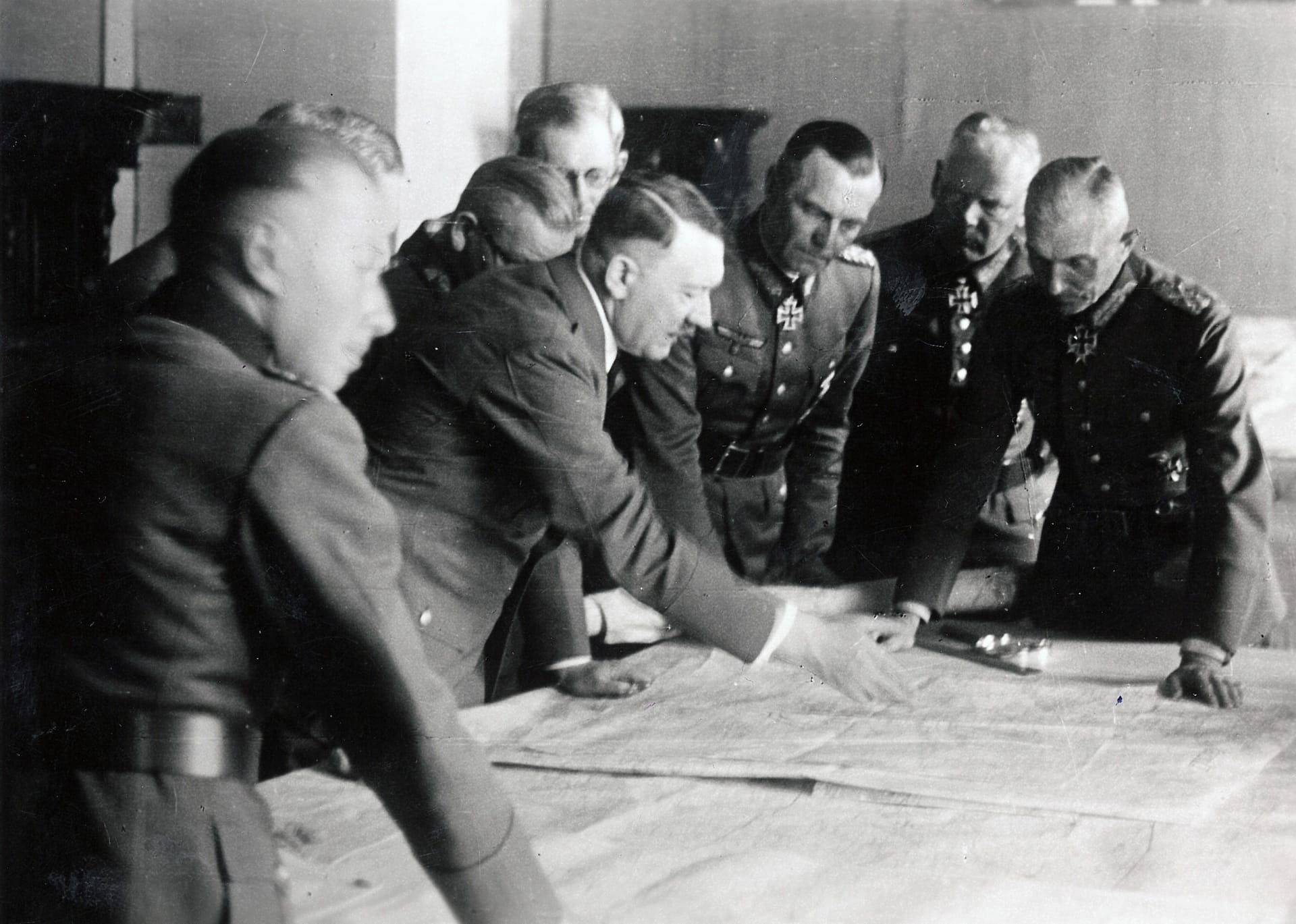
Гойзінгер (ліворуч) на нараді з Гітлером, 1 червня 1942

Підполковник Гойзінгер брав участь у плануванні операцій військових кампаній в Польщі, Данії, Норвегії, Франції та Нідерландах. Отримав планки до Залізних хрестів обох ступенів (повторне нагородження). З серпня 1940 — полковник.
З 15 жовтня 1940 — полковник Гойзінгер призначений начальником оперативного відділу Генерального штабу сухопутних сил. Таким чином, він став третім у ієрархії планування військових операцій сухопутних сил, після начальника генерального штабу Гальдера і 1-го обер-квартирмейстера Паулюса.
Після вторгнення в СРСР 22 червня 1941, Верховне командування сухопутних сил (ОКХ) стало відповідальним за планування операцій на цьому театрі воєнних дій, а Верховне командування Вермахту (ОКВ) — відповідальним за інші театри. У вересні 1942 року Гальдер був замінений Цейцлером, а Паулюса з січня 1942 змінив Блюментрітт. У вересні 1942 посада 1-го обер-квартирмейстера була скасована.
Гойзінгер продовжував керувати оперативними відділом ОКХ. З січня 1942 року він став генерал-майором, а з січня 1943 — генерал-лейтенантом.
У червні 1944 Цейцлер захворів, і з 10 червня 1944 генерал-лейтенант Гойзінгер став виконуючим обов'язки начальника Генштабу ОКХ. У цій якості Гойзінгер був присутній на нараді в штаб-квартирі Гітлера. 20 липня 1944 Гойзінгер стояв поруч з останнім, коли там вибухнула бомба, підкладена полковником фон Штауффенберґом.
Через отримані поранення Гойзінгера було шпиталізовано, а 22 липня 1944 заарештовано Гестапо за підозрою в причетності до змови. Доказів цього Гестапо не змогло виявити, тому в жовтні 1944 Гойзінгера відпустили. Проте він був відправлений у резерв фюрера. Лише 25 березня 1945 Гойзінгеру дали конкретну, але незначну посаду — начальника картографічної служби ОКВ.

### Після Другої світової війни

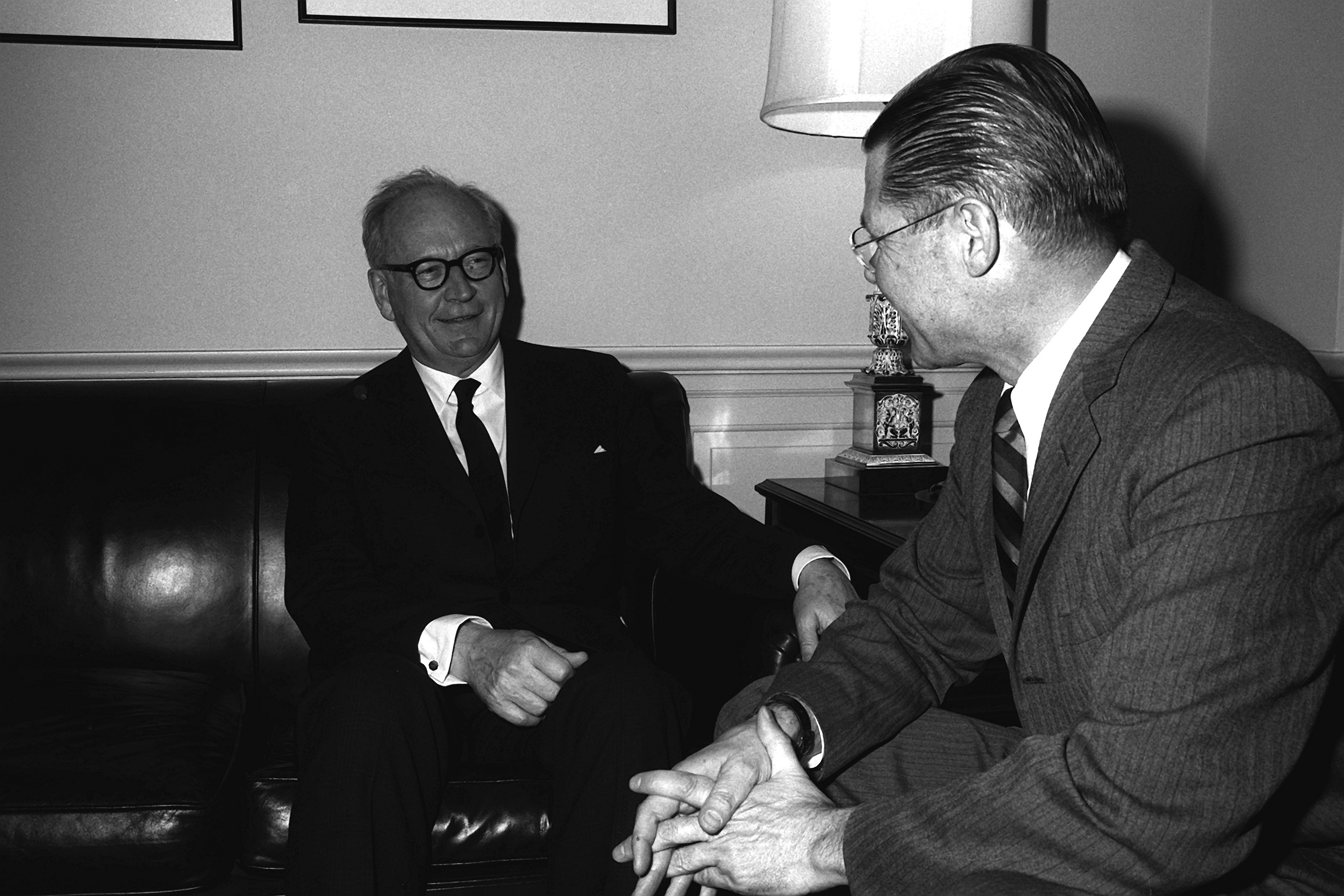
Адольф Гойзінгер (ліворуч) з міністром оборони Робертом Макнамарою. Пентагон, Вашингтон, округ Колумбія 1964

У полоні Гойзінгер притягувався як свідок на Нюрнберзькому процесі. 30 червня 1947 він був звільнений з полону.
У 1950 році Гойзінгер став радником з військових питань канцлера ФРН Аденауера.
У 1955 році були організовані збройні сили ФРН — Бундесвер, і Гойзінгер повернувся на військову службу. У званні генерал-лейтенанта він став головою військової керівної ради (Military leadership).
У червні 1957 року Гойзінгер був підвищений до звання повного генерала і став першим генеральним інспектором Бундесверу.
У квітні 1961 року Гойзінгер був призначений головою Військового комітету НАТО у Вашингтоні. У грудні 1961 року СРСР безуспішно вимагав від США видачі Гойзінгера, оголосивши його військовим злочинцем.
У березні 1964 Гойзінгер вийшов у відставку з військової служби.

## Звання
- Унтер-офіцер (18 жовтня 1915)
- Фенріх (31 березня 1916)
- Лейтенант (4 липня 1916)
- Обер-лейтенант (31 липня 1925)
- Гауптман (1 жовтня 1932)
- Майор (1 березня 1936)
- Оберст-лейтенант (1 квітня 1939)
- Оберст (1 серпня 1940)
- Генерал-майор (1 грудня 1941)
- Генерал-лейтенант вермахту (1 січня 1943)
- Генерал-лейтенант бундесверу (12 листопада 1955)
- Генерал бундесверу (1 червня 1957)

## Нагороди

### Перша світова війна
- Залізний хрест 2-го класу (8 червня 1916)
- Хрест «За військові заслуги» (Брауншвейг) для фронтовиків 2-го класу (22 січня 1917)
- Залізний хрест 1-го класу (24 грудня 1917)
- Срібна медаль «За заслуги» князівського дому Ройссів з мечами
- Почесний хрест (Ройсс) 3-го класу з мечами
- Нагрудний знак «За поранення» в чорному

### Міжвоєнний період
- Почесний хрест ветерана війни з мечами
- Медаль «За вислугу років у Вермахті»
  - 4-го, 3-го і 2-го класу (18 років; 2 жовтня 1936) — отримав 3 медалі одночасно.
  - 1-го класу (25 років)

### Друга світова війна
- Застібка до Залізного хреста 2-го класу (6 жовтня 1939)
- Застібка до Залізного хреста 1-го класу (5 червня 1940)
- Командор ордена Корони Італії (1940)
- Орден Заслуг (Угорщина), командорський хрест (1941)
- Німецький хрест в золоті (січень 1942)
- Хрест Воєнних заслуг 2-го і 1-го класу з мечами
- Орден Хреста Свободи 1-го класу з мечами (Фінляндія; 25 березня 1942)
- Нагрудний знак «За поранення 20 липня 1944» в сріблі (20 липня 1944)

Гойзінгер був представлений до нагородження Лицарським хрестом Залізного хреста і Лицарського хреста Хреста Воєнних заслуг з мечами, але не отримав цих нагород.

### Після Другої світової війни
- Командор Легіону Заслуг (15 жовтня 1960)
- Великий хрест ордена «За заслуги перед Федеративною Республікою Німеччина» з зіркою та плечовою стрічкою (1963)

## Галерея

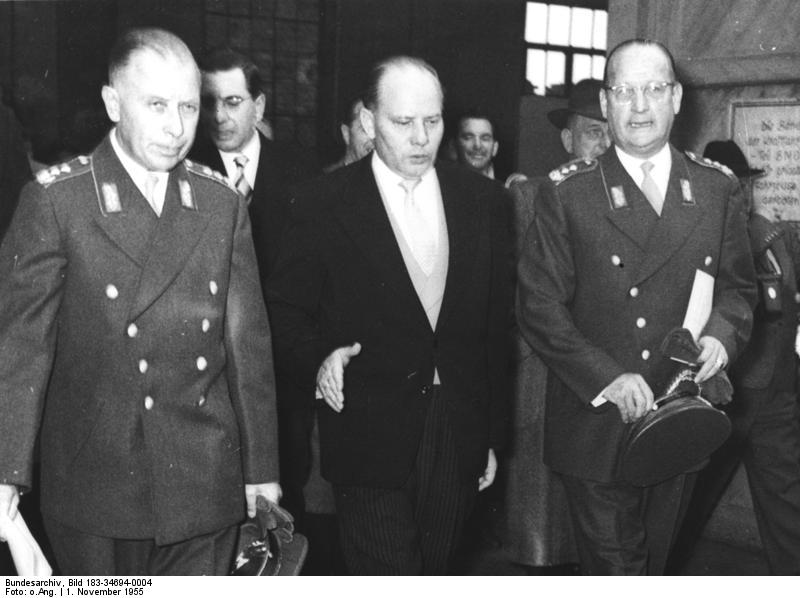
Гойзінгер (ліворуч) з Теодором Бланком та Гансом Шпіделем (1955)
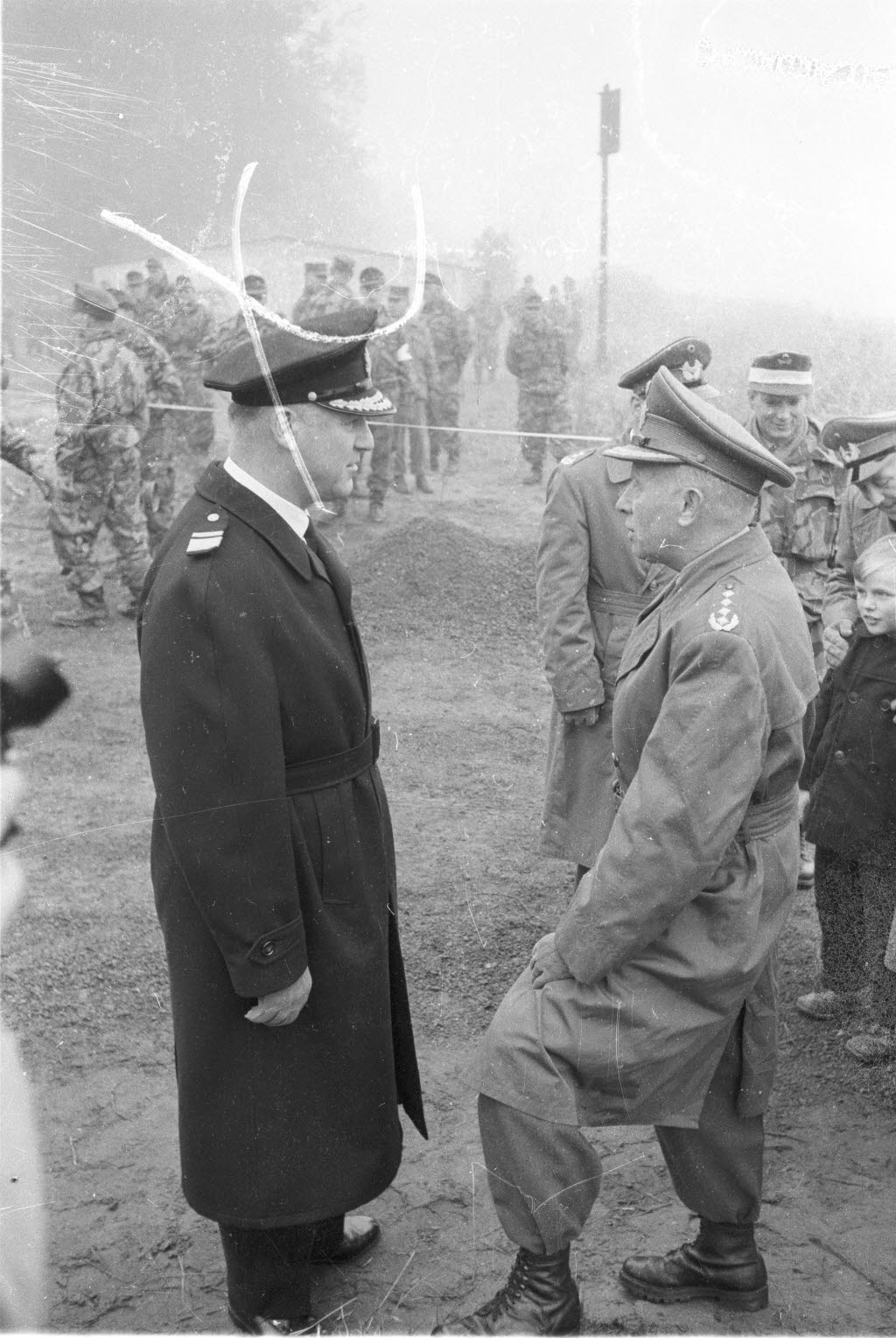
Генерал-інспектор бундесверу Адольф Гойзінгер (ліворуч) і контр-адмірал Бернгард Рогге (праворуч) (8 жовтня 1957).